# Torques de Burela

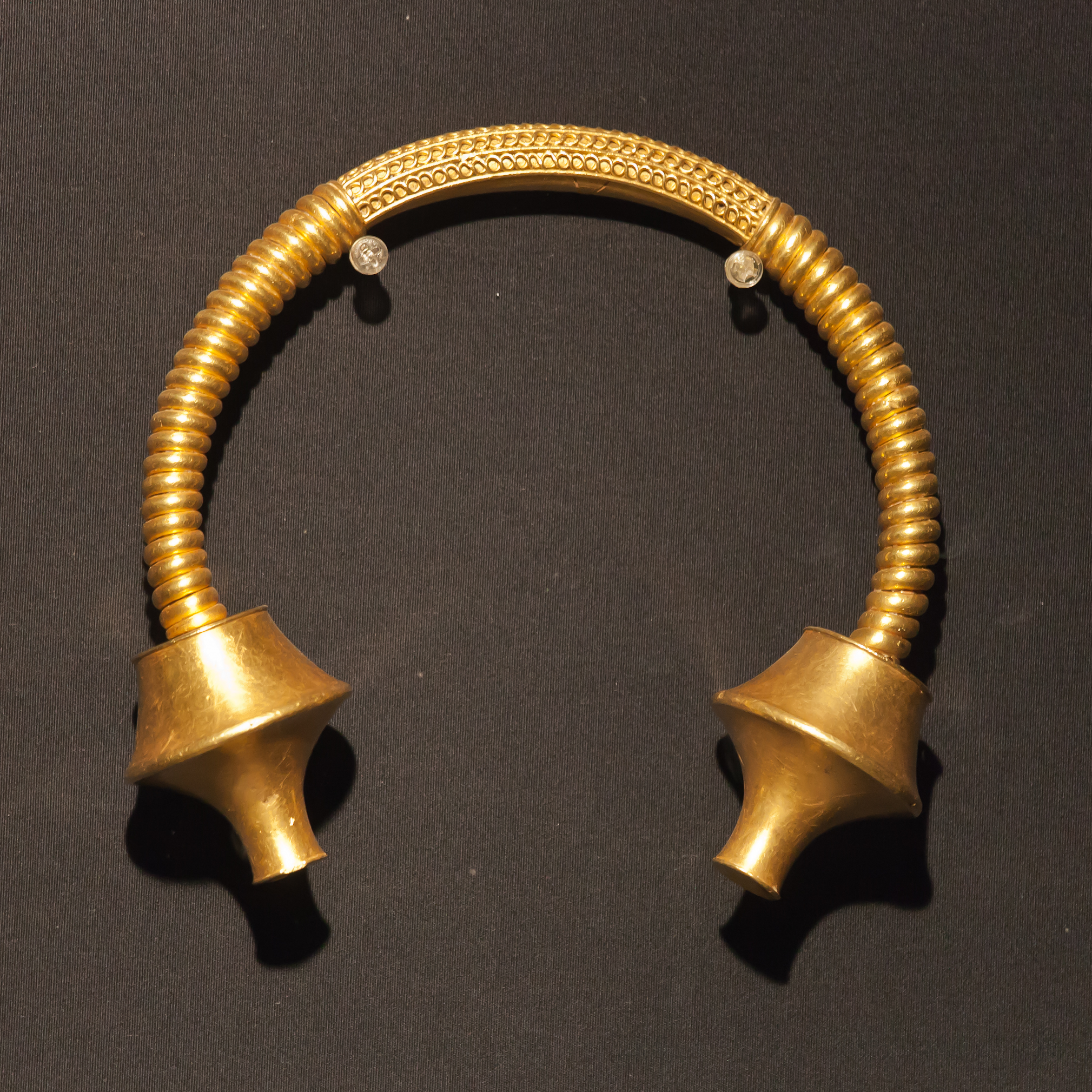
Torques de Burela

O Torques de Burela é o maior dos torques encontrados na Galiza. Foi encontrado por acaso por um agricultor da vila em 1945 no Castro de Burela, no lugar de Chao de Castro, na paróquia de Burela, do concelho do mesmo nome, e pertenceu à Coleção Blanco-Cicerón, da qual passou à Gil Varela.
Num primeiro momento fora desprezado já que pensavam que se tratava de uma asa de um caldeiro. Em nossos dias conserva-se no Museo Provincial de Lugo. Pode datar-se aproximadamente entre os séculos III a.C. e o II a.C..

## Descrição
Trata-se de uma peça de 211 mm de diâmetro e 65 mm de comprimento dos remates, com um peso de 1.812 gramas de ouro de boa qualidade (23 quilates), peso muito por acima do peso meio que costumam ter os torques castrejos, uns 500 gramas.
A barra é de seção circular no trecho central e heptagonal nos laterais e decora-se com filigrana feita com sete fios soldados a ela formando seis barras paralelas de dois arames trançados e soldados nas interseções. Os arames cruzam-se quinze vezes em cada zona salvo em duas. Heptagonal nos tércios laterais formando um total de 22 espiras por cada lado de arames enrolados.
Os remates são uma mistura de tronco de cone e uma escócia, que esfuma a impressão de voluminosidade e pesadez dos remates de duplo tronco de cone.
O estilo desta jóia faz que se adscrita ao chamado "grupo asturnogalaico", ou escola lucense e que se estender desde rio Eo até ao cabo Ortegal, chegando a Melide pelo interior, e se caracteriza pelo emprego de remates bicônicos e râmios enrolados nos terços laterais da barra.
Exemplos de torques de semelhante tipologia são os de Marzán (790 gr.) e Recadieira (590 gr.)